# Phytelephas macrocarpa
Phytelephas macrocarpa é uma planta vulgarmente conhecida por jarina em português ou yarina em espanhol,  pertencente à família Arecaceae.